# Pyrolycus manusanus
Pyrolycus manusanus är en fiskart som beskrevs av H. Machida och Hashimoto 2002. Pyrolycus manusanus ingår i släktet Pyrolycus och familjen tånglakefiskar. Inga underarter finns listade i Catalogue of Life.